# Hwyl Nofio
Hwyl Nofio (в переводе с валлийского означает «веселье плавания») — валлийская экспериментальная музыкальная группа, созданная Стивом Перри.

## История
Сформированный в 1997 году, подход Hwyl Nofios затрагивает разнообразные стили и жанры, включая индастриал, дроун, эмбиент и нойз. Hwyl Nofio — это развивающийся ансамбль, основанный вокруг его создателя Стива Перри, который ранее был одним из основателей сюрреалистической музыкальной группы Neu Electrikk, а также работал с Мэттом Джонсоном из The The и Колином Поттером из Nurse with Wound. Hwyl Nofio назвал подход браком дилемм, решаемых в другом пространстве, посредством чего музыка исследует и эксплуатирует постоянное столкновение между гармонией и дисгармонией. На творчество Hwyl Nofios оказали влияние такие исполнители, как The Velvet Underground, Neu!, Джими Хендрикс, Джон Кейдж и Гарри Парч. Группа на протяжении многих лет состояла из Стива Пэрри, авангардного гитариста и мультиинструменталиста, а также Тревора Стейнсби, Шандора Сабо, Фредрика Соегаарда, Балажа Мейджора и Марка Бизли из эмбиент-группы Rothko, а также Горвела Оуэна. В 2012 году Hwyl Nofio выпустил Dark. В 2020 году Hwyl Nofio также сотрудничал с такими артистами, как Родри Дэвис и Стив Джеймс Шерлок, в альбоме Isolate.

## Инсталляции и перформанс
В 2016 году Перри получил заказ на создание звуковой/визуальной инсталляции под названием «Доля наблюдателя». Инсталляция представляла собой игру на восприятии, где неоднозначность произведения вызывает как сознательный, так и бессознательный процесс узнавания у наблюдателя, который эмоционально и выразительно реагирует на работу с точки зрения собственного жизненного опыта, поэтому художник создает работу на основе своей личной сенсорной информации, а наблюдатель воссоздает ее, реагируя на присущую ей неоднозначность и делает ее личной для себя. Его инсталляция была выставлена на Художественном рынке в Йорке.

## Дискография
- The Singers And Harp Players Are Dumb (1999)
- Hymnal (2002)
- Anatomy of Distort (2003)
- Hounded by Fury (2006)[12]
- Christ Distort EP
- Dark (2012)
- From Elevated Gangways Rivers of Molten Metal Flow (2017)
- Isolate (2020)